# Barbara Chiappini
Barbara Chiappini (Piacenza, 2 novembre 1974) è una conduttrice televisiva, showgirl e attrice italiana.

## Biografia

### Carriera
Conseguita la maturità scientifica al liceo Lorenzo Respighi di Piacenza, ha poi studiato per quattro anni violino al Conservatorio di Piacenza. Ad inizio carriera è stata la protagonista di diversi fotoromanzi sulle riviste Lancio e Grand Hotel.
Nel 1993 ha vinto il concorso Un'italiana per Miss Mondo, che serviva per selezionare la candidata italiana al concorso internazionale di bellezza Miss Mondo 1993. Nella finale di Miss Mondo, svoltasi in Sudafrica, ha poi ottenuto il titolo di "Miss Mondo fotogenia", primo titolo mai ottenuto da un'italiana nel concorso. Nello stesso anno partecipa come valletta a Buona Domenica.
Nel 1994 partecipa a Studio Tappa condotto da Raimondo Vianello, trasmissione di Italia 1 dedicata al Giro d'Italia. Nell'estate del 1995 affianca Giorgio Mastrota nella conduzione di Nati per vincere, sempre su Italia 1. Per la stessa rete, nel 1996 conduce Cinema sotto le stelle. A Napoli nel 1999 e 2000 ha condotto il programma sul calcio Number Two insieme a Giorgio Tosatti e Marino Bartoletti. Nella stagione televisiva 2000-2001 entra a far parte del gruppo di conduttori di Domenica In su Rai 1. Nell'estate del 2002 partecipa come inviata alla trasmissione di Rete 4 Fornelli d'Italia, condotta da Davide Mengacci. Per la stessa rete, nella stagione televisiva 2002-2003 affianca Fabrizio Trecca nella conduzione di Vivere meglio. Nell'autunno del 2003 ha condotto con Paolo Brosio su Rai 1 la serata Sognando Hollywood e ha partecipato come concorrente alla prima edizione del reality show L'isola dei famosi, venendo eliminata nel corso della terza puntata con il 51% dei voti. Nell'estate del 2006 ha condotto su Rai 2 il varietà musicale Tintarella di luna, esperienza ripetuta anche nel 2007, anno in cui ha anche condotto su Canale Italia l'ottava edizione del Festival Show. Nel 2008 ha condotto sul canale satellitare Alice il programma culinario Fritto, che passione!. Nella stagione televisiva 2009-2010 ha condotto su Rai 2 il programma culinario Prima colazione, assieme a Roberto Onofri e Gianna Orrù. Dal 2009 al 2013 ha condotto Camper Magazine, trasmissione dedicata ai viaggi in camper in onda sulla piattaforma Sky e su numerose televisioni locali.
Negli anni successivi con la nascita dei figli diminuisce la sua presenza nel mondo dello spettacolo, limitandosi a partecipare come ospite saltuariamente ad alcune trasmissioni televisive come Pomeriggio Cinque e Mezzogiorno in famiglia. Parallelamente continua a presentare eventi legati al mondo della moda e concorsi di bellezza.
Nel settembre del 2019 fa il suo debutto come conduttrice radiofonica presentando sull'emittente romana Radio Yes il programma Yes We Are, trasmesso anche in radiovisione sul canale 903 di Sky.
Ha posato nuda per la realizzazione dei calendari sexy 2002, 2003 e 2004 del fotografo Angelo Gigli. Per il cinema ha recitato in alcune pellicole dirette da Ninì Grassia, mentre per la televisione nella fiction Le ragazze di Miss Italia (2002), ultimo lavoro di Dino Risi, e in singoli episodi di un paio di telefilm.

## Vita privata
Dal 2004 è legata al manager Carlo Marini, con il quale si sposa nell’ottobre 2011.. La coppia ha due figli.

## Filmografia

### Cinema
- Paparazzi, regia di Neri Parenti (1998)
- T'amo e t'amerò, regia di Ninì Grassia (1999)
- Vento di primavera - Innamorarsi a Monopoli, regia di Franco Salvia (2001)
- Come sinfonia, regia di Ninì Grassia (2002)
- Il latitante, regia di Ninì Grassia (2003)

### Televisione
- Le ragazze di Miss Italia, regia di Dino Risi – film TV (2002)
- Camera Café – serie TV, episodio 1x437 (2003)
- American Dream(s) – serie TV, episodio The Windy City (2012)

### Cortometraggi
- Midsummer Dream, regia di Michele Castagnetti (2005)
- La contrattazione, regia di System (2007)

## Teatro
- Rudens di Plauto, regia di Beppe Arena (2004)
- Molto rumore per nulla, di William Shakespeare, regia di Domenico Pantano (2005)
- Per... Il solito vizietto, di Maria Teresa Augugliaro, regia di Antonello Capodici (2005-2006)
- Canto di Natale, di Charles Dickens, regia di Francesco Martinelli (2006)
- Cari bugiardi, di Alan Ayckbourn, regia di Carlo Alighiero (2007)
- Nel momento giusto nel posto sbagliato, testo e regia di Ciro Ceruti (2007-2008)
- 24 dicembre, di Bruno Tabacchini e Ciro Villano, regia di Maurizio Casagrande (2008)
- Due letti per un marito, testo e regia di Guido Palligianio (2009-2010)

## Programmi televisivi
- Miss Mondo 1993 (E!, 1993) - Concorrente
- Buona Domenica (Canale 5, 1993-1994) - Valletta
- Studio Tappa (Italia 1, 1994) - Valletta
- Nati per vincere (Italia 1, 1995) - Co-conduttrice
- Cinema sotto le stelle (Italia 1, 1996)
- Aspettando Beautiful (Canale 5, 1996-1997) - Inviata
- TG Rosa (Odeon TV, 1998)
- Number Two (Canale 34 Telenapoli, 1999-2000)
- Domenica In (Rai 1, 2000-2001) - Co-conduttrice
- Fornelli d'Italia (Rete 4, 2002) - Inviata
- Telethon (Rai 1, 2002) - Inviata
- Vivere meglio (Rete 4, 2002-2003) - Co-conduttrice
- 44º Festival di Castrocaro (Rai 1, 2003) - Co-conduttrice
- Sognando Hollywood (Rai 1, 2003)
- L'isola dei famosi (Rai 2, 2003) - Concorrente
- Auguri Rai... - Spettacolo di Capodanno (Rai 1, 2004)
- Derby del cuore (Rai 2, 2004-2005) - Inviata
- Luci di Stelle (Rai 2, 2004)
- Insabbiati (Rai 2, 2004)
- Buon anno Italia (Rai 1, 2005)
- Gran galà della Croce Rossa Italiana (Rai 2, 2005)
- Note di Moda (Rai 2, 2005)
- Capodanno - La notte degli angeli (Rai 1, 2005)
- Tintarella di luna (Rai 2, 2006-2007)
- Stelle emergenti (Rai 2, 2006)
- Un mondo di Natale (Rai 2, 2006)
- Capodanno italiano (Rai 1, 2006)
- Festival Show (Canale Italia, 2007)
- Fritto, che passione! (Alice, 2008)
- Prima colazione (Rai 2, 2009-2010)
- Camper Magazine (Sky e televisioni locali, 2009-2013)
- La nave di capodanno (Rai 1, 2011)
- Sacra rappresentazione della Passione di Sezze (Lazio TV, 2011)
- Yes We Are (Sky 903, 2019)
- Chef in campo (Alma TV, 2021) - Concorrente

## Radio
- Festival Show (Radio Birikina, 2007)
- Yes We Are (Radio Yes, 2019)